# U-6号潜艇 (1935年)
U-6号（德語：U 6）是纳粹德国战争海军建造的六艘II-A型近岸潜艇（或称U艇）之一。它由基尔的德意志船厂承建，于1935年8月21日下水，至同年9月7日交付使用。该艇在运用生涯的大部分时间内都被用作训练艇，但也参加了第二次世界大战，在其仅有的两次巡逻作战中，未能取得任何战功。1944年8月7日，U-6号在哥滕哈芬退役、拆作备件，1945年又在斯托尔普明德被苏联军队俘虏及凿沉。其残骸于1950年由波兰人打捞上岸，至翌年拆解报废。

## 设计
II级潜艇是从一战中德意志帝国海军的UB级和UF级近岸潜艇发展而来。其外观尺寸小，造价便宜且易于生产，在很短时间内便能造好。这款艇具在设计上吸收了为芬兰海军定制的韦西科号的优点，是非常出色的训练艇。但由于它们体积较小，在海面上容易剧烈颠簸，因此也被德国人戏称为“独木舟”（Einbaum）。尽管如此，一些II级艇在训练任务与战斗行动中表现相当出色，许多II级艇的衍生型号也相继被建造出来。
U-6号是一款用于近岸水域作战的II-A型单壳体潜艇。其全长40.9米，舷宽4.1米，高8.6米，并有3.83米的吃水深度。水上和水下排水量则分别为254吨和303吨，惟官方提供的标准吨位为250吨。艇只采用两台曼海姆发动机厂（MWM）生产的六缸四冲程350匹公制馬力（260千瓦特）柴油机用于水面运行，以及两台各配备32个AFA蓄电池组的180匹公制馬力（130千瓦特）西门子-舒克特（SSW）电动发电机用于水下航行；水面最高航速13節（24每小時），水下6.9節（12.8每小時）；能够在水面以8節（15每小時）航速续航1,600海里（3,000），或以4節（7.4每小時）连续在水下航行35海里（65）而无需充电。它有两个轴和两副直径为0.85米的螺旋桨，具备在80－150米的深度运行的能力，紧急下潜需时25秒。
武器装备方面，U-6号在艇艏内置有三具管径为533毫米的鱼雷发射管，呈倒三角形布置，其中左舷一具、右舷一具、底部的中线上还有一具；它们合共配备5枚G7型鱼雷，或可携带最多12枚TMA或18枚TMB水雷。此外，该艇还搭载有一门20毫米30式高射炮作为甲板炮。其标准船员编制为3名军官及22名水兵。造价为150万国家马克。

## 历史
1935年2月2日，海军造舰局正式将六艘II-A型潜艇（U-1至U-6号）的建造合同发包予基尔的德意志船厂。其中U-6号的龙骨是自九天后、即2月11日开始铺设，8月21日下水，至9月7日在首度担任艇长的海军中尉路德维希·马特斯的指挥下交付使用，成为德国在签署《英德海军协定》后入列的首批潜艇之一。完成海试后，该艇被编入驻基尔的U艇学校暨训练区舰队服役直至1939年9月。在此期间，U-6号主要担任训练艇，但也曾数次临时派驻前线。1936年3月7日，当纳粹德国对莱茵兰再军事化后，U-6号曾连同第1潜艇区舰队的12艘艇一起被派去戒备，以防发生可能与波兰、法国或苏联发生冲突。类似的戒备巡逻还发生在1938年德奧合併、德国5月夺取苏台德地区未果以及9月缔结《慕尼黑协定》之后。
U-6号的首次作战巡逻发生于1939年8月24日，即德国入侵波兰前夕。它从诺伊施塔特出发，前往卡特加特海峡，观察试图前往英国的波兰航运和军事部队。在第二次世界大战爆发前一天，该艇发现了正在执行“北京行动”的三艘波兰海军驱逐舰雷暴号、闪电号和霹雳号，但并未采取任何措施。U-6号于9月13日返抵基尔，在这次为期21天的行动中没有任何舰船被击沉或击伤。
接下来的几个月里，U-6号没有进行作战活动，其指挥权于1940年1月18日由后来的橡叶骑士铁十字勋章获得者、海军中尉阿达尔贝特·施内接管。在施内的带领下，该艇于1940年4月4日12:00从威廉港起航执行第二次作战巡逻，参与德国入侵丹麦和挪威的威悉演习行动。它与U-2号、U-3号和U-5号共同组成第八潜艇集群，前往里讷斯讷斯周边海域游弋，以期阻止英国企图破坏德国的行为。然而，在这次为期16天，行程约1,500海里（2,800）的行动中，U-6号未能发现任何敌情，遂于4月19日返回威廉港。
占领挪威后，越来越明显的是，U-6号及其姊妹艇愈发显得无力对抗或超越敌方舰艇，也不具备足够的续航里程和耐力来对同盟国的航运施加重大影响。为此，它们只能重新回到训练区舰队（自1940年7月1日起更名为第21潜艇区舰队，改驻皮劳），并作为训练艇在波罗的海服役至1944年。尽管它的一些姊妹艇后来参与了针对苏联的行动，但U-6号则没有参加，而是于1944年8月7日在哥滕哈芬退役并拆作备件。它于1945年初被拖到斯托尔普明德，至同年3月9日遭苏联红军俘获。8月28日，在接受三方海军委员会的检查后，俄国人于1945年底将U-6号凿沉在斯托尔普明德。潜艇残骸由波兰港务当局于1950年打捞上岸，并于1951年拆解报废。

## 脚注
1. ↑  Rössler，第99頁.
2. ↑  Busch & Röll 1999a，第283頁.
3. 1 2  威廉生，第6頁.
4. 1 2  Gröner 1991，第39–40頁.
5. 1 2  Helgason, Guðmundur. . German U-boats of WWII - uboat.net.   [2023-08-24].
6. ↑  Blair，第44–45頁.
7. ↑  Bukała，第37頁.
8. ↑  Wynn，第5頁.
9. ↑  Helgason, Guðmundur. . German U-boats of WWII - uboat.net.   [2023-08-24]. （原始内容存档于2020-09-26）.
10. ↑  Busch & Röll 1999b，第229頁.
11. ↑  Bukała，第38頁.
12. ↑  Wynn，第6頁.
13. ↑  Helgason, Guðmundur. . German U-boats of WWII - uboat.net.   [2023-08-24]. （原始内容存档于2022-08-09）.